# Квемо-Чібаті
Квемо-Чібаті (груз. ქვემო ჩიბათი) — село в Грузії.
За даними перепису населення 2014 року в селі проживає 915 осіб.